# Asiatische Wildkatze

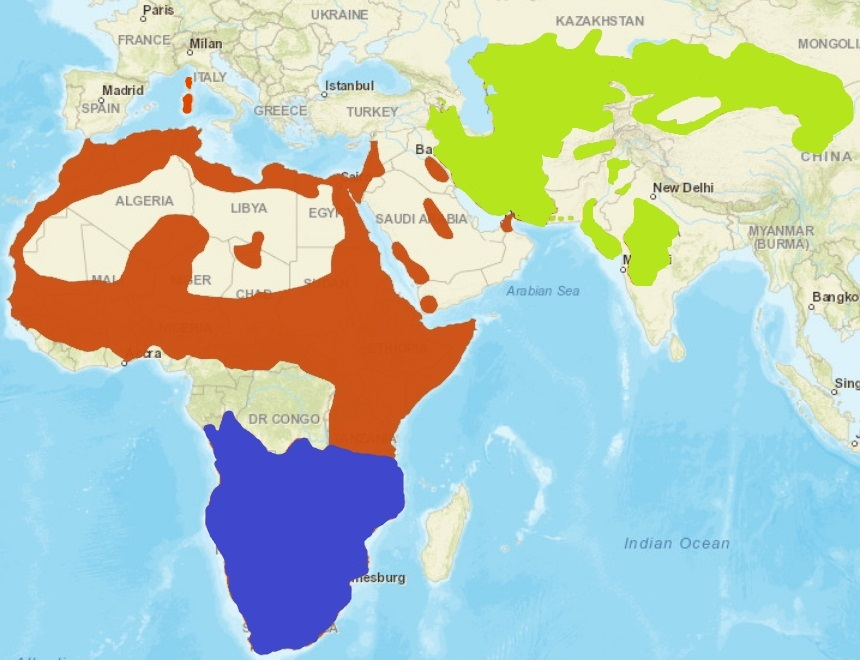
Asiatische Wildkatze
Falbkatze
Südafrikanische Wildkatze

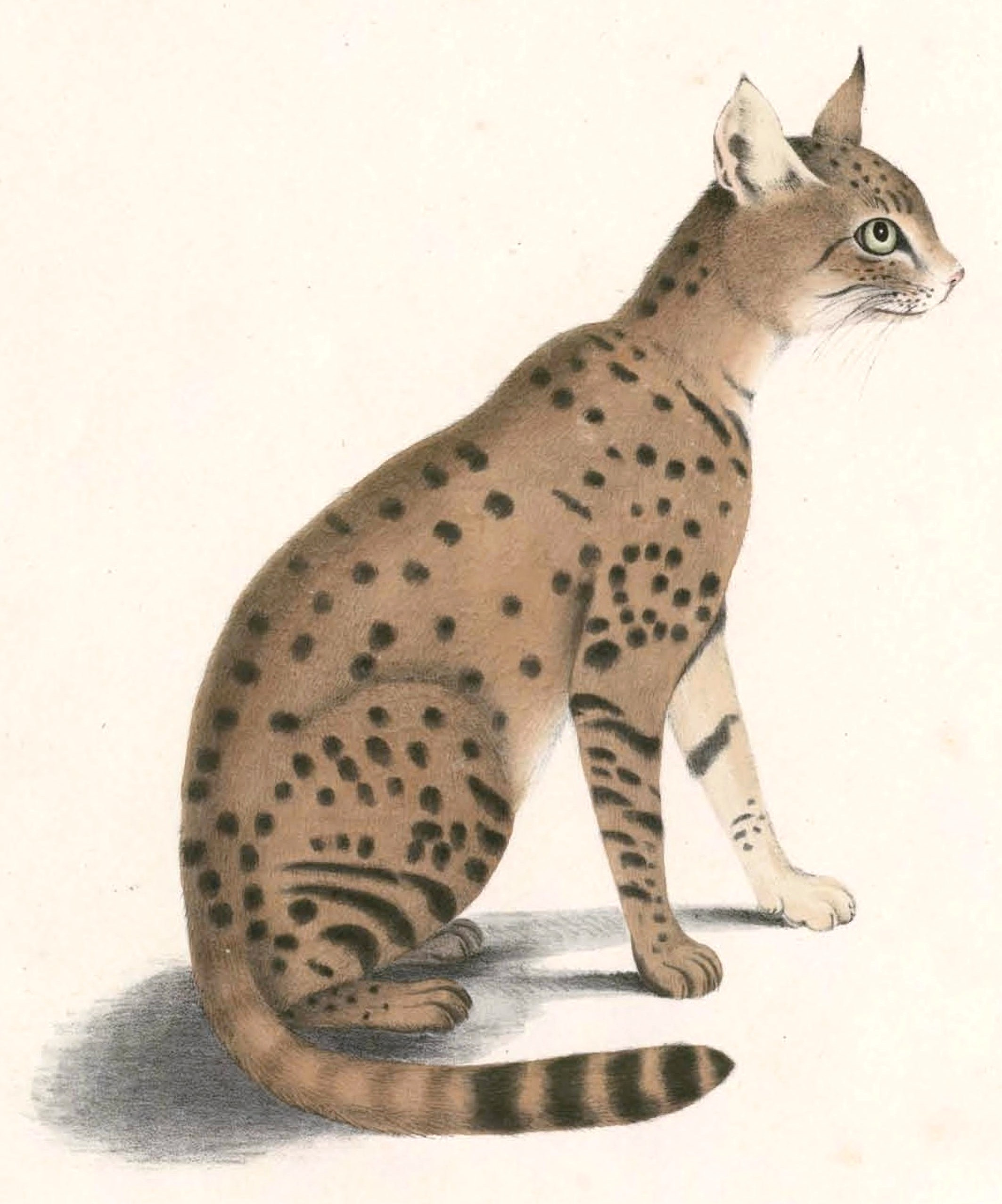
Zeichnung von Thomas Hardwicke aus John Edward Gray & Thomas Hardwicke: Illustrations of Indian Zoology, London, 2 Bände, 1830 bis 1834, Band 1, (Archive). In dieser Publikation, die nur Zeichnungen aber keine Beschreibungen enthält, führte Gray die Bezeichnung ornata für die Asiatische Wildkatze ein.

Die Asiatische Wildkatze (Felis lybica ornata, Synonym: Felis silvestris ornata), auch Steppenkatze genannt, ist eine Unterart der Wildkatze, die in Iran, einigen Gebieten Afghanistans, in Pakistan, Indien und weiten Teilen von Zentralasien vorkommt.

## Merkmale
Die Länge von Kopf bis Schwanzansatz beträgt 47 bis 74 cm, die Schwanzlänge 22 bis 36 cm und das Gewicht der Asiatische Wildkatze liegt in der Regel bei 2 bis 6 kg. Die Tiere sind hell sandfarben, grau oder isabellfarben und das Fell mehr oder weniger mit kleinen oder größeren bräunlichen oder grauen Flecken gemustert. Die Flecken sind manchmal zu Streifen verbunden, insbesondere bei Steppenkatzen, die östlich des Tian Shan in der Mongolei und China leben. Verglichen mit der afrikanischen Falbkatze ist bei der Asiatische Wildkatze eine Punktmusterung häufiger als eine Streifenmusterung. Hin und wieder bilden die Flecken eine dunkle Linie entlang der Rückenmitte. Die Bauchseite ist weißlich und ungefleckt. Der Schwanz ist lang und dünn, an der Basis gefleckt und nahe dem immer schwarzen Ende geringelt. An beiden Ohrspitzen haben sie einen kleinen Pinsel feiner dunkler Haare. Die Hinterseiten der Ohren sind gelblich oder khakifarben. Im oberen Bereich von Vorder- und Hinterbeinen befinden sich ein oder zwei dunkle Ringe. Von der ähnlichen Afrikanischen Wildkatze unterscheiden sie sich durch das eher gepunktete als gestreifte Fellmuster. Im Vergleich zur Hauskatze hat die Asiatische Wildkatze einen längeren Körper, einen längeren Schwanz und längere Beine. Von der Europäischen Wildkatze unterscheidet sie sich deutlich in der Morphometrie des Schädels.

## Verbreitung und Lebensraum
Sie ist vom Iran bis ins westliche Indien und nach Zentralasien verbreitet, wo sie bis Nordwestchina und in die Mongolei vordringt. Die Verbreitungsgrenze zwischen Europäischer Wildkatze und Asiatischer Wildkatze bildet der Kaukasus. In den Wüsten des westlichen Rajasthan lebt sie in Dickichten aus Akazien, Kapernsträuchern (Capparis), Prosopis und Tamarisken (Tamarix), in Tadschikistan, Turkmenistan und Usbekistan in Buschland mit Saxaul, Tamarisken und verschiedenen strauchartigen Salzpflanzen und in Kasachstan kommt sie an den Ufern mit Röhricht bestandenen Seen und Flüsse vor und bewohnt verbuschte Bereiche an den Hängen des Tian-Shan-Gebirge bis in Höhen von 2000 Metern.

## Lebensweise
Asiatische Wildkatzen sind einzelgängerisch und im heißen Süden ihres Verbreitungsgebietes nachtaktiv. Den Tag verbringen sie in einem Versteck. In Zentralasien sind sie eher dämmerungsaktiv oder können zu allen Tageszeiten aktiv sein. Asiatische Wildkatzen ernähren sich in erster Linie von kleineren Nagetieren, fangen aber bei Gelegenheit auch Hasen oder Kaninchen, Geflügel oder andere, vor allem sich viel auf dem Boden aufhaltende Vögel, z. B. Tauben, Flughühner und Fasane, außerdem Echsen, Schlangen, Skorpione, große Käfer oder andere Insekten. Zu den Nagetieren, die erbeutet werden, gehören die Hausmaus, die Bisamratte, Springmäuse, Rennratten und Rennmäuse. Sie töten auch Schlangen, die für sie gefährlich sind, wie Kobras, Sandrasselottern oder Sandboas. In Zentralasien paaren sich die Asiatischen Wildkatzen in den Monaten Januar und Februar, in Nordwestindien im November und Dezember, sowie im März und April.

## Naturschutz
Die Asiatische Wildkatze wird im Anhang II des Washingtoner Artenschutz-Übereinkommens geführt. In der Roten Liste der IUCN wird sie nicht gesondert geführt. In der Vergangenheit wurden viele Tiere wegen ihres Fells getötet, heutzutage zum Schutz des Geflügels. Für die meisten Staaten im Verbreitungsgebiet der Asiatischen Wildkatze ist der Bestand nicht bekannt. In Indien haben die Tiere etwa 90 % ihres früheren Lebensraumes verloren. Viele werden auch durch streunende oder verwilderte Haushunde getötet.